# El lamento del lobo
«El lamento del lobo» es el decimoctavo episodio de la primera temporada de los Thunderbirds, serie de televisión de Gerry Anderson para Supermarionation fue el 21.ª episodio producido. El episodio salió al aire primero en ATV Midlands el 27 de enero de 1966. Fue escrito por Dennis Spooner y dirigido por David Elliott.

## Sinopsis
Después de que dos muchachos australianos hayan suscitado una falsa alarma, su segunda llamada de ayuda se ignora al principio. Pero cuando el satélite americano HQ confirma que el padre de los muchachos (uno de los operadores) está bajo el ataque de Hood, los Thunderbirds se apresuran al rescate. Hood es perseguido y da volteretas encima de un precipicio, y los dos muchachos se salvan.

## Argumento
En el interior de Australia, un niño queda atrapado en una delgada saliente de un precipicio. A pesar de una clara lesión, el pequeño consigue alcanzar su mochila y usa la radio para llamar a Rescate Internacional. En el Thunderbird 5, John oye el mensaje pero es incapaz de hablar con el muchacho. Él informa esto a la Isla Tracy junto con la localización de la señal que no pudo verificar. Jeff envía a Scott a Australia en el Thunderbird 1.
Después de una búsqueda en el área, Scott localiza al muchacho en una saliente y aterriza. Una soga cae de la cima del precipicio al muchacho y la usa para subir. Sin embargo, no está Scott del otro lado, sino que es otro niño, vestido con un uniforme de Rescate Internacional hecho en casa. Scott observa la escena y ve que el muchachito dice no aceptar ningún premio y no quiere ser fotografiado, exactamente con el estilo de IR. Scott surge de su escondite y pide una explicación.
Scott es llevado por Tony y Bob a su casa dónde se encuentra su padre, Williams. Él explica a Scott que sus hijos admiran a Rescate Internacional y se divierten con juegos basados en la organización todo el tiempo. Scott, angustiado les explica el peligro que existe al contestar llamadas falsas como esas ya que alguien más podría salir herido. Tony y Bob se disculpan apenados y preguntan a Scott que va a pasar con ellos, este decide invitarlos a la Isla Tracy. Al día siguiente ellos parten a la isla en el Thunderbird 1.
Cuando el Thunderbird 1 hace su acercamiento final Tony y Bob son vendados de los ojos por razones de seguridad. Jeff inspecciona a Virgil, Alan y Gordon para que estén listos para recibir a los pequeños. La abuela Tracy prepara la comida mientras Alan lleva a los muchachos en el monocar alrededor de los hangares de la isla Tracy , donde guardan La Mole, un camión de bomberos, la Luciérnaga, el Monobrake, el Camión del Transmisor y el Thunderbird 3. Comiendo, Tony y Bob agradecen la visita y prometen no enviar llamadas de auxilio falsas. Virgil los regresa a casa en el Thunderbird 2.
La historia es informada en las Noticias Mundiales pero Williams está angustiado ya que llamara la atención de su trabajo altamente confidencial. The Hood recibe el periódico y no se engaña por el informe de que la casa de Williams es una estación meteorológica. Es, de hecho, Dunsley Tracker, una estación que trabaja junto con el Satélite HQ para tomar fotografías de la Tierra a través del Observatorio Espacial 3.
Mientras Williams se encuentra en el cuarto oscuro, sus hijos juegan de nuevo a Rescate Internacional. Tony se dirige hacia la Mina de Estaño, Charity Springs, para ser "rescatado" por Bob, sin darse cuenta de que está siendo observado por The Hood. Tony llega a la mina y busca un lugar para esconderse a pesar de la peligrosa tierra blanda. The Hood llega en su jeep del desierto, disfrazado como el dueño de la mina, y dice que él conoce un buen lugar para que Tony se esconda. Un rato después, Bob llega en su carretilla "Thunderbird 2". Viendo que la zona es peligrosa, busca a Tony para irse de ahí y buscar otro sitio para jugar, sin embargo se encuentra con The Hood quien le dice que Tony está escondido en la mina a pesar sus advertencias de no entrar ahí. Antes de que Bob baje a la mina para buscar a Tony, él le dice a The Hood que su padre está trabajando en el cuarto oscuro. Al salir, The Hood lanza una carga explosiva a la entrada de la mina; con el poder de la explosión, los muchachos caen en un pozo y quedan atrapados bajo unos escombros.
El teniente Lansfield llama a Williams en el Cuarto Oscuro del Satélite HQ y le dice que las últimas fotografías están bien y que el proyecto podría estar acercándose a su fin. The Hood irrumpe en su casa. Por medio de un videófono Williams exige saber lo que The Hood está haciendo. The Hood intenta hipnotizarlo y obligarlo a abrir la puerta pero Williams apaga la pantalla antes. Mientras tanto, la mina comienza a desmoronarse peligrosamente alrededor de los niños. Asustados, Tony y Bob intentan llamar a Rescate Internacional pero nadie en la isla Tracy cree que ellos realmente estén en el peligro. 
Williams avisa al coronel Jameson en el Satélite HQ que está preparándose para recopilar las fotografías del próximo día y explica la situación. The Hood está intentando quemar su camino para entrar en el Cuarto Oscuro. Mientras los hombres no pueden localizar Dunsley durante varias horas, Jameson pide que Williams queme las fotografías si The Hood termina. Williams sugiere que el Rescate Internacional pudiera ayudarlo a tiempo. Jameson los llama y, comprendiendo que los muchachos estaban diciendo la verdad, Scott sale primero en el Thunderbird 1 para ayudar a Williams mientras Virgil y Alan entran al Thunderbird 2 para rescatar a los muchachos de la mina que amenaza con derrumbarse sobre ellos.
The Hood irrumpe en el Cuarto Oscuro, golpea a Williams dejándolo inconsciente y toma las fotografías. Scott aterriza en el Thunderbird 1 y, viendo a The Hood que escapa en su jeep del desierto, lo persigue en su hoverjet. El Thunderbird 2 aterriza cerca de la mina y Virgil y Alan encuentran un pozo despejado. Preparando un sistema del torno, ellos descienden y encuentran a los niños a través de sus señales de radio, pero los escombros tienen sus piernas atrapadas. Mientras Alan levanta las tablas, Virgil logra liberar a los pequeños y escapan del lugar justo cuando el techo se derrumba.
Scott continúa siguiendo a The Hood. De repente el jeep de The Hood cae al borde de un precipicio y cae al fondo. Pensando que The Hood murió en el accidente, Scott recupera las fotografías de los restos, sin saber que The Hood se agarró a medio camino de una rama al frente del precipicio, jurando venganza. Él cae, pero solo para aterrizar en un río.
Williams agradece a los Tracy por salvar las fotografías y a sus hijos. Tony y Bob invitan a Scott a jugar con ellos y consiguen que se deslice por una mesa en el "Thunderbird 2" en una parodia del lanzamiento real . Sin embargo, el vehículo se sale de control, llevando a Scott a través de un cobertizo de pollos y cubriéndolo con heno antes de chocar con una valla.

## Reparto

### Reparto de voz regular
- Jeff Tracy — Peter Dyneley
- Scott Tracy — Shane Rimmer
- Virgil Tracy — David Holliday
- Gordon Tracy - David Graham
- Alan Tracy — Matt Zimmerman
- John Tracy — Ray Barrett
- Tin-Tin Kyrano — Christine Finn
- Brains - David Graham
- Abuela Tracy - Christine Finn
- The Hood — Ray Barrett

### Reparto de voz invitado
- Williams - Ray Barrett
- Bob Williams - Sylvia Anderson
- Tony Williams - Christine Finn
- Coronel Jameson - David Graham
- Teniente Lansfield - Matt Zimmerman
- Sargento - David Graham

## Equipo principal
Los vehículos y equipos vistos en el episodio son:
- Thunderbird 1
- Thunderbird 2 (llevando la Vaina )
- Thunderbird 3
- Thunderbird 5
- Hoverbikes
- Jeep de Hood
- La Mole
- Luciérnaga
- Camión Transmisor
- Excavador
- Monobrake

## Errores
- Todos los personajes se refieren a la estación de Williams como Dunsley Tracker y es etiquetado como tal en la consola tamaño títere de Lansfield, pero en un primer plano de la consola (una sección de tamaño natural de la consola), el subtítulo sobre la luz de alerta se lee "Densley Tracker".